# Neuroctena
Neuroctena är ett släkte av tvåvingar. Neuroctena ingår i familjen buskflugor.
Släktet innehåller bara arten Neuroctena anilis.